# Ferdinando Giuseppe Antonelli
Ferdinando Giuseppe Antonelli (Subbiano, 14 luglio 1896 – Roma, 12 luglio 1993) è stato un cardinale e arcivescovo cattolico italiano.

## Biografia
Nacque a Subbiano il 14 luglio 1896. Durante il Concilio Vaticano II fu perito e segretario della Commissione Conciliare della Sacra Liturgia. Il 27 gennaio 1964 fu nominato membro del Consilium ad exsequendam Constitutionem de Sacra Liturgia da papa Paolo VI.
Dal 1969 fino al 1973 fu segretario della Congregazione per le cause dei santi. Paolo VI lo elevò poi al rango di cardinale nel concistoro del 5 marzo 1973. Morì il 12 luglio 1993 a due giorni dal compimento dei 97 anni.

## Genealogia episcopale
La genealogia episcopale è:
- Cardinale Scipione Rebiba
- Cardinale Giulio Antonio Santori
- Cardinale Girolamo Bernerio, O.P.
- Arcivescovo Galeazzo Sanvitale
- Cardinale Ludovico Ludovisi
- Cardinale Luigi Caetani
- Cardinale Ulderico Carpegna
- Cardinale Paluzzo Paluzzi Altieri degli Albertoni
- Papa Benedetto XIII
- Papa Benedetto XIV
- Papa Clemente XIII
- Cardinale Marcantonio Colonna
- Cardinale Giacinto Sigismondo Gerdil, B.
- Cardinale Giulio Maria della Somaglia
- Cardinale Carlo Odescalchi, S.I.
- Cardinale Costantino Patrizi Naro
- Cardinale Lucido Maria Parocchi
- Papa Pio X
- Papa Benedetto XV
- Papa Pio XII
- Cardinale Eugène Tisserant
- Papa Paolo VI
- Cardinale Ferdinando Giuseppe Antonelli, O.F.M.